# Ткачук, Евгений Валерьевич
Евге́ний Вале́рьевич Ткачу́к (род. 23 июля 1984, Ашхабад) — российский актёр театра и кино, кинорежиссёр, сценарист, продюсер и певец. Основатель и художественный руководитель частного Конно-драматического театра «ВелесО» в Ленинградской области (театр основан в 2016 году).

## Биография

### Ранние годы
Родился 23 июля 1984 года в Ашхабаде. Отец — Валерий Ткачук, актёр и режиссёр Сызранского драматического театра имени А. Н. Толстого, мать — Елена Ткачук. Есть двоюродный брат — Сергей Ткачук.
В 1994 году, когда Ткачуку было десять лет, его семья переехала из Ашхабада в Сызрань Самарской области, где он учился в средней школе № 23. Параллельно с учёбой в школе шесть лет работал в Сызранском драматическом театре имени Алексея Толстого, сыграв там роли в спектаклях «Романтики», «И наступили сумерки», «Трибунал», «Дождь на заре» и других. В школе создал театральный кружок и вместе со школьниками ставил спектакли.
В 2002 году поступил на актёрское отделение режиссёрского факультета Российской академии театрального искусства (РАТИ — ГИТИС) (курс Олега Кудряшова). По окончании института, в 2007 году, был награждён премией имени Народного артиста СССР М. И. Царёва Союза театральных деятелей Российской Федерации за успешное постижение профессии «актёр».

### Карьера
Работал в Московском театре юного зрителя, Государственном театре наций.
В кино дебютировал в 2007 году в роли солдата Андрея Котунова в художественном фильме Александра Сокурова «Александра».
В 2009 году, во время съёмок в четырёхсерийной телевизионной военной драме «Заградотряд. Соло на минном поле» режиссёра Валентина Донскова, совместно со своим другом Даниилом Воробьёвым снял в качестве сценариста и режиссёра короткометражный (трёхминутный) художественный фильм «Молитва», собравший двенадцать наград на разных международных фестивалях.
В 2011 году исполнил заглавную роль (Мишки Япончика) в телесериале «Жизнь и приключения Мишки Япончика» режиссёра Сергея Гинзбурга, которая принесла актёру популярность.
В 2013 году на кинофестивале «Окно в Европу» в Выборге был награждён специальным призом жюри «За лучшую актёрскую работу» (за роль бродяги Лёхи в фильме «Зимний путь»). Работу Евгения в этой картине кинокритик Андрей Плахов назвал «потрясающим открытием» и сравнил его с актёрами Дени Лаваном и Хельмутом Бергером.

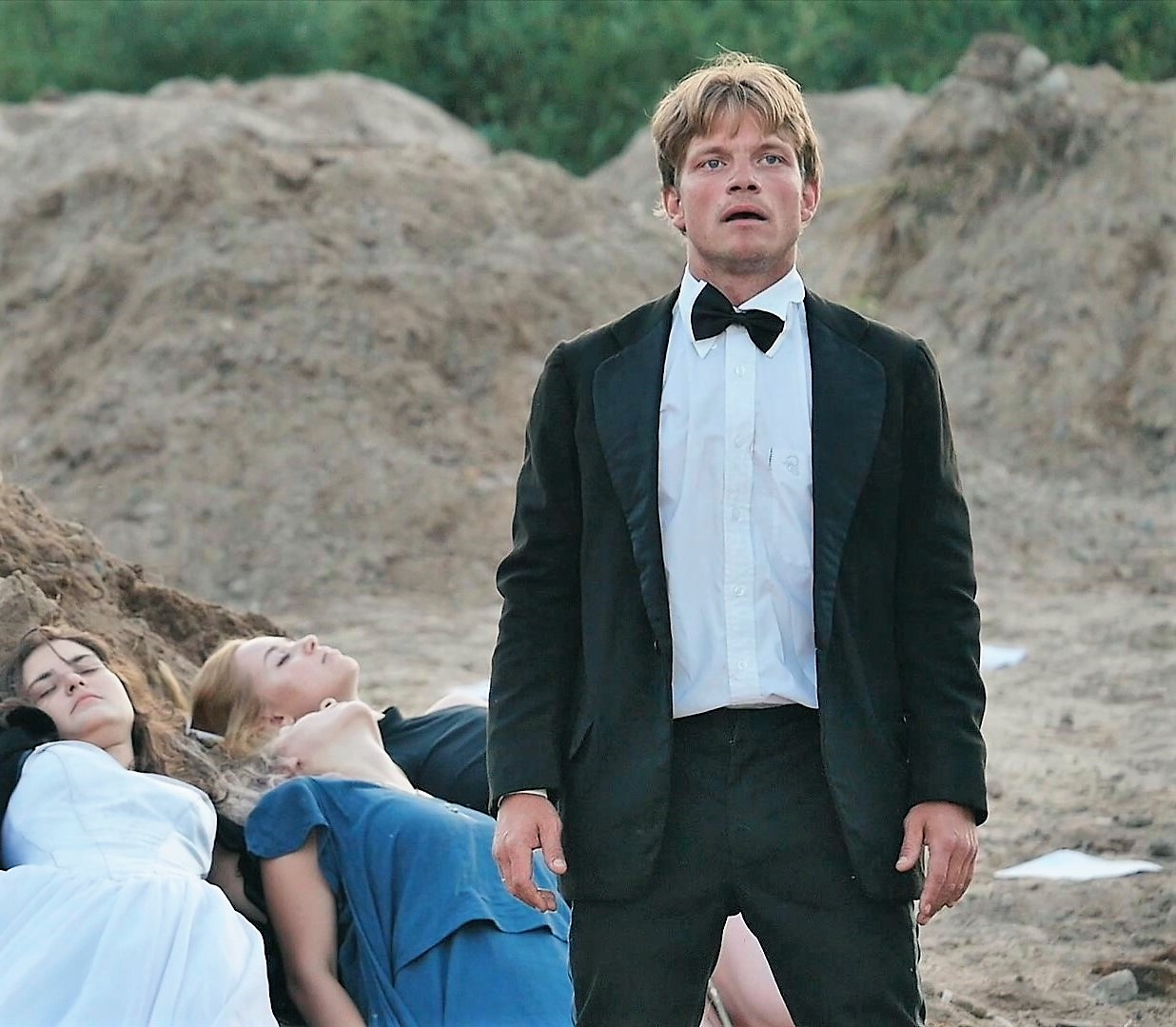
Евгений Ткачук во время открытой репетиции спектакля «Священный полёт цветов», Конно-драматический театр «ВелесО», июль 2018 года.

В 2014 году исполнил роль Ивана Шатова в телесериале «Бесы» режиссёра Владимира Хотиненко по одноимённому роману Ф. М. Достоевского. А на фестивале «Окно в Европу» в этом же году был представлен художественный фильм «Бесы» режиссёра Романа Шаляпина, современная версия этого произведения, в котором актёр сыграл роль Петра Верховенского, а также выступил в качестве автора сценария и продюсера (совместно с Романом Шаляпиным).

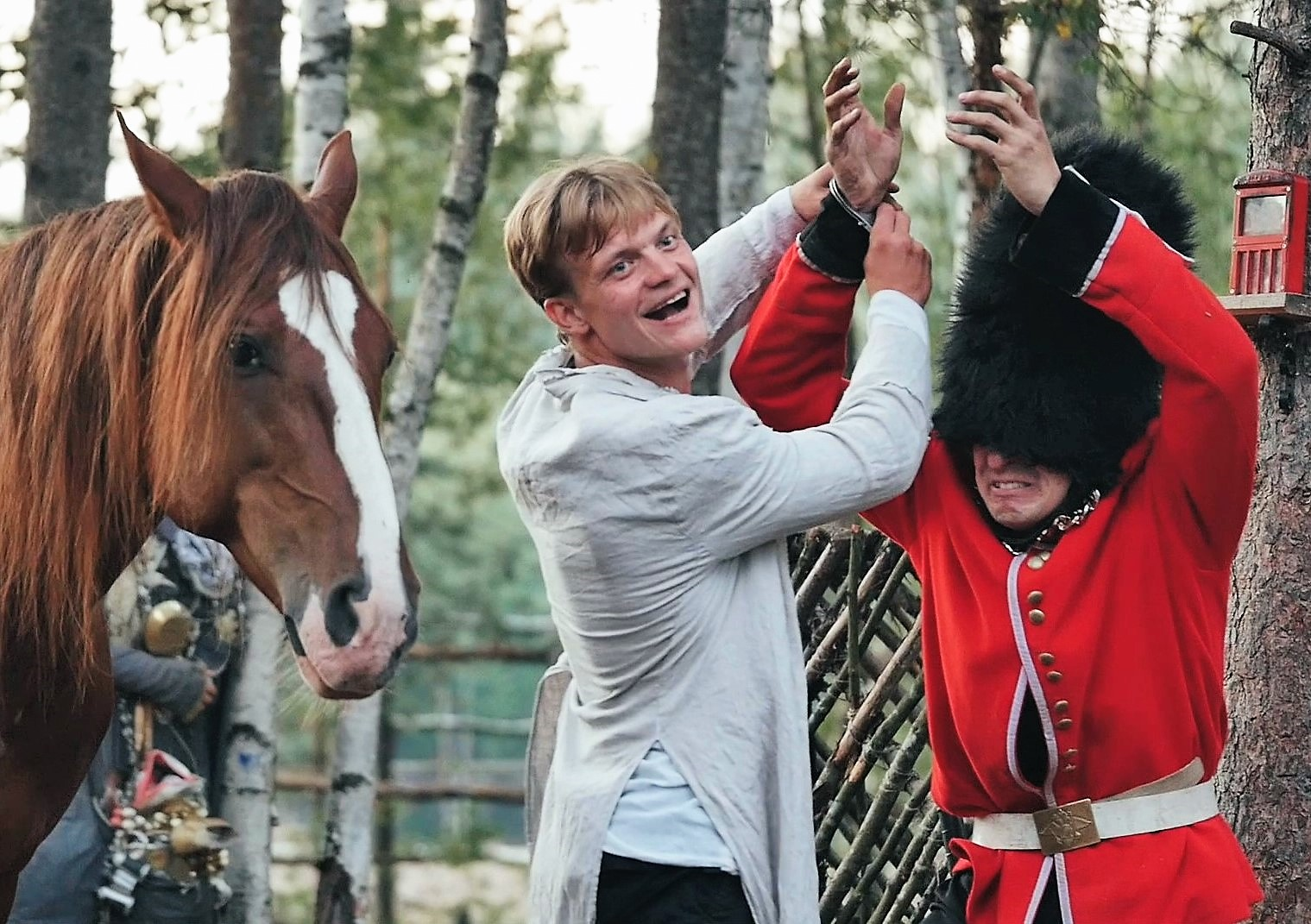
Сцена из спектакля «Осторожно, Гулливер!», Конно-драматический театр «ВелесО», август 2018 года.

В 2015 году актёр снялся в роли Григория Мелехова в телесериале «Тихий Дон» режиссёра Сергея Урсуляка, экранизации одноимённого романа Михаила Шолохова. Для этой роли Ткачуку пришлось брать уроки верховой езды, в результате чего он научился держаться в седле, рубить шашкой и стрелять из винтовки. На 110-летний юбилей Михаила Шолохова, отмечаемый в станице Вёшенская, он представил для местных жителей и туристов созданный им вместе с Даниилом Воробьёвым спектакль с участием донских лошадей «Конь казаку всего дороже», историю о двух друзьях-спутниках — мальчике и его верном коне. Ткачук увлечён лошадьми с восемнадцати лет. На них он тратит свои гонорары и свободное время: в 2011 году купил трёх животных из запланированных пятнадцати, мечтая создать постоянно действующий конный театр.
В марте 2016 года Ткачук в паре с победительницей чемпионата России по спортивным бальным танцам и бронзовым призёром чемпионата мира по десяти бальным танцам (латиноамериканская и европейская программы) Инной Свечниковой принимал участие в десятом сезоне развлекательного телешоу «Танцы со звёздами» на телеканале «Россия-1» (пара исполнила восемь танцев).
21 декабря 2016 года Ткачук учредил частный Конно-драматический театр «ВелесО», расположенный в деревне Лепсари Всеволожского района Ленинградской области. В драматических спектаклях театра, проходящих на природе, вместе с профессиональными артистами играют кони. В 2019 году в театре «ВелесО» состоялась премьера — спектакль «Священный полёт цветов» по мотивам поэмы Александра Введенского «Кругом возможно Бог».
Снимался в телесериале «Перевал Дятлова» в роли Булыгина, командира «летучего отряда», в детективном триллере «Казнь» Ладо Кватании. В середине октября 2022 года в российский прокат вышел фильм «Сказка для старых», в котором Ткачук сыграл Мулю — вокруг его героя закручивается весь сюжет картины. Фильм срежиссировали Роман Михайлов и Фёдор Лавров. В середине ноября на большие экраны вышел мистический неовестерн «Земун».
23 февраля 2023 года в российский прокат вышел триллер «Бешенство» Дмитрия Дьяченко с Ткачуком в одной из главных ролей. Также в фильме сыграл Алексей Серебряков.
15 сентября 2024 года был задержан в петербургском аэропорту Пулково. Во время досмотра багажа у актёра были найдены курительная трубка и свёрток с четырьмя граммами гашиша. На Ткачука было возбуждено уголовное дело по двум статьям УК РФ: «Контрабанда наркотических средств» и «Хранение наркотиков». 3 декабря 2024 года Московский районный суд Санкт-Петербурга приговорил Ткачука к 3 годам лишения свободы условно и к штрафу в 100 000 рублей.

### Личная жизнь
У Евгения Ткачука трое детей.
- Первая жена — Елена Махова[21].
  - Дочь — Екатерина (род. 2009).

- Вторая жена — Марта Игоревна Ткачук (в девичестве Сорокина) (род. 1988) — журналистка, индивидуальный предприниматель.
  - Дочь — Ева Ткачук (род. 26 мая 2015)[22].
  - Дочь — Аглая Ткачук (род. 23 мая 2024).

## Творчество

### Роли в театре

#### Сызранский драматический театр имени А. Н. Толстого
- 1995 — 2001 — «Дождь на заре» — Иван
- 1995 — 2001 — «Трибунал» — Володя
- 1995 — 2001 — «И наступили сумерки» — Тимон
- 1995 — 2001 — «Романтики» — Персине

#### Государственный театр наций(Москва)
- 2006 — «Федра. Золотой колос» по текстам Сергея Коробкова, Сенеки и Ж. Расина (режиссёр — Андрей Жолдак) — Ипполит / мальчик
- 2007 — «Снегири» по пьесе Нины Садур «Смертники» на основе романа Виктора Астафьева «Прокляты и убиты» (режиссёры — Тимофей Сополев и Михаил Чумаченко) — Лёшка Шестаков
- 2007 — «Шведская спичка» по одноимённому рассказу А. П. Чехова (режиссёр — Никита Гриншпун) — Чубиков
- 2011 — «Калигула» по одноимённой пьесе Альбера Камю (режиссёр — Эймунтас Някрошюс) — Сципион
- 2013 — «Стеклянный зверинец» по одноимённой пьесе Теннесси Уильямса (режиссёр — Туфан Имамутдинов) — Том Уингфилд
- 2013 — «Фарс-мажорный концерт для драматических артистов и оркестра» (музыкальный спектакль) — актёр
- 2015 — «Идиот» по одноимённому роману Ф. М. Достоевского (режиссёр — Максим Диденко) — Парфён Рогожин

#### МастерскаяОлега Кудряшова(Москва)
- 2006 — «Троянки» по одноимённой трагедии Еврипида — Менелай / Талфибий
- 2006 — «Вий», спектакль-фантазия по мотивам одноимённой повести Н. В. Гоголя — актёр

#### Московский театр юного зрителя (МТЮЗ)
- 2007 — «Питер Пэн» по произведениям Дж. М. Барри (режиссёр — Роберт Олингер) — второй близнец / Нэна, няня
- 2008 — «Нос» по одноимённой повести Н. В. Гоголя (режиссёр — Андрей Неделькин) — Иван / квартальный / Нос / чиновник № 1

#### Театральное агентство «ЛеКур» (Москва)
- 2008 — 2009 — «Старший сын» по одноимённой пьесе Александра Вампилова (режиссёр — Сергей Надточиев) — Васечка

#### Московский еврейский театр «Шалом»
- «Провинциальные анекдоты» — Вампилов

#### Театр «Практика»(Москва)
- «Этот ребёнок»

#### Конно-драматический театр «ВелесО» (Ленинградская область)
- 2017 — «Осторожно, Гулливер!» («Danger, Gulliver!»), вольная интерпретация романа Джонатана Свифта «Путешествия Гулливера» (режиссёр — Евгений Ткачук) — Гулливер
- 2019 — «Священный полёт цветов» по мотивам поэмы Александра Введенского «Кругом возможно Бог» (режиссёр — Евгений Ткачук) — Фомин

#### Московский драматический театр им. М. Н. Ермоловой
- 2023 — «Комната Адлера» (режиссёр — Лера Суркова) — пациент Иван, страдающий множественным расстройством личности. В спектакле также занят Олег Меньшиков, исполняющий роль психиатра Петра Алексеевича Адлера.

### Фильмография

#### Роли в кино
| Год       |     | Название                                            | Роль |
| --------- | --- | --------------------------------------------------- | --- |
| 2004      | с   | Московская сага                                     | член «Гитлерюгенда» (эпизод)                                                                                              |
| 2007      | ф   | Александра                                          | Андрей Котунов, солдат |
| 2008      | ф   | Белый холст                                         | Коля, футболист |
| 2008      | ф   | Привет, киндер!                                     | Димка Павлов, друг Леры Рогачёвой                                                                                         |
| 2008      | с   | Застава Жилина                                      | контрабасист в Смоленском ресторане (эпизод, в титрах не указан)                                                          |
| 2009      | ф   | Заградотряд. Соло на минном поле                    | Павел Потёмкин, младший сержант, разведчик, боец заградотряда НКВД СССР                                                   |
| 2009      | ф   | Я                                                   | Париж |
| 2010      | с   | Голоса                                              | парень-блондин |
| 2010      | ф   | Край                                                | Борька |
| 2010      | кор | Заберите своих мертвецов                            | Сергей («Серый») |
| 2010      | ф   | Чужая                                               | Женька («Шустрый») |
| 2011      | кор | Смех в темноте                                      | второй мужчина |
| 2011      | с   | Жизнь и приключения Мишки Япончика                  | Мишка «Япончик», одесский бандит-налётчик                                                                                 |
| 2012      | ф   | Дочь                                                | Титов, помощник прокурора                                                                                                 |
| 2012—2016 | с   | Восьмидесятые                                       | фарцовщик |
| 2013      | ф   | Разносчик                                           | Сергей |
| 2013      | ф   | Гагарин. Первый в космосе                           | старший лейтенант |
| 2013      | ф   | Курьер из «Рая»                                     | Артём, курьер из туристической фирмы «Просто рай»                                                                         |
| 2013      | ф   | Зимний путь                                         | Лёха, «гопник», провинциал, возлюбленный студента консерватории Эрика                                                     |
| 2014      | ф   | Небо падших                                         | Сергей Таратута |
| 2014      | ф   | Бесы                                                | Пётр Верховенский |
| 2014      | с   | Бесы                                                | Иван Павлович Шатов, сын камердинера Варвары Петровны Ставрогиной                                                         |
| 2014      | ф   | Стартап                                             | Борис Ларионов, программист, предприниматель-новатор                                                                      |
| 2015      | ф   | Метаморфозис                                        | Влад |
| 2015      | с   | Тихий Дон                                           | Григорий Пантелеевич Мелехов, донской казак                                                                               |
| 2017      | ф   | Первые                                              | Семён Иванович Челюскин, русский полярный мореплаватель                                                                   |
| 2017      | ф   | То, что никто не видит                              | Николя |
| 2017      | ф   | Мешок без дна                                       | Стражник |
| 2017      | ф   | Беглецы                                             | Стёпа |
| 2017      | ф   | Как Витька Чеснок вёз Лёху Штыря в дом инвалидов    | Витька Чесноков («Чеснок»), бывший воспитанник детского дома, сын уголовника Лёхи «Штыря»                                 |
| 2017      | ф   | Анатомия измены                                     | Йен |
| 2017      | с   | Непокорная                                          | Сергей Корецкий («Челентано»)                                                                                             |
| 2017      | с   | Хождение по мукам                                   | Сергей Сапожков |
| 2018      | ф   | В кейптаунском порту                                | Гена |
| 2018      | ф   | Два билета домой                                    | Артём |
| 2018      | ф   | Черновик                                            | Константин («Котя») Чагин, друг Кирилла Максимова, редактор модного журнала / «функционал-куратор» нашего мира («Демоса») |
| 2018      | ф   | Ван Гоги                                            | Его Величество (Виктор Самуилович) (в молодости)                                                                          |
| 2018—2019 | с   | Годунов                                             | Лжедмитрий I (Григорий Отрепьев), самозванец, царь всея Руси                                                              |
| 2019      | ф   | Девятая                                             | Павлуша «Покойник» |
| 2019      | ф   | Француз                                             | Валерий Успенский, фотограф                                                                                               |
| 2019      | ф   | Одесский пароход                                    | экскурсовод |
| 2020      | с   | Бомба                                               | Рубин |
| 2020      | с   | Перевал Дятлова                                     | Булыгин, капитан НКВД, командир «летучего отряда»                                                                         |
| 2021      | ф   | Кроличья лапа / La Patte de lapin (Россия, Франция) | Митя, друг детства Али |
| 2021      | с   | Обитель                                             | Артём Горяинов, 27 лет, заключённый Соловецкого лагеря особого назначения (осуждён по статье 138 УК РСФСР)                |
| 2022      | ф   | Дышите свободно                                     | Илья |
| 2022      | ф   | Один настоящий день                                 | Валерий Капитонов, следователь                                                                                            |
| 2022      | ф   | Родители строгого режима                            | сын |
| 2022      | ф   | Казнь                                               | Севастьянов |
| 2022      | ф   | Сказка для старых                                   | Муля |
| 2022      | ф   | Мать моего сына                                     | Марк |
| 2022      | ф   | Земун                                               | Егор |
| 2022      | ф   | Здоровый человек                                    | Боря |
| 2023      | ф   | Праведник                                           | «Ферзь» (Никишин) |
| 2023      | ф   | Бешенство                                           | Абызов |
| 2023      | с   | Король и Шут                                        | Шут |
| 2023      | с   | Мир! Дружба! Жвачка! (третий сезон)                 | Василий, криминальный авторитет, торговец запрещенными веществами                                                         |
| 2023      | ф   | Наследие                                            | парень на дискотеке |
| 2023      | ф   | Повелитель ветра                                    | Оскар Конюхов, сын Фёдора Конюхова                                                                                        |
| 2023      | ф   | Агата и сыск. Выгодный риск                         | Лазарев |
| 2023      | ф   | Рыжий                                               | Рома |
| 2023      | ф   | Единица Монтевидео                                  | Славка |
| 2023      | ф   | Отпуск в октябре                                    | диджей |
| 2024      | с   | Хроники русской революции (в производстве)          | Владимир Ильич Ленин |
| 2024      | ф   | 12 этажей спустя                                    | Женя |
| 2025      | с   | Лихие                                               | повзрослевший Женя Лиховцев (прототип — Евгений Дёмин)                                                                    |
| 2025      | с   | Государь                                            | Александр Меншиков |
| 2025      | ф   | Роднина                                             | Станислав Жуков |

#### Режиссёр
- 2010 — Молитва (короткометражный; совместно с Даниилом Воробьёвым)
- 2014 — Стартап (совместно с Романом Каримовым)

#### Сценарист
- 2010 — Молитва (короткометражный; совместно с Даниилом Воробьёвым)
- 2014 — Бесы (совместно с Романом Шаляпиным)
- 2024 — 12 этажей спустя (совместно с Джефом Агаевым)

#### Продюсер
- 2014 — Бесы (совместно с Романом Шаляпиным)
- 2024 — 12 этажей спустя (совместно с Джефом Агаевым)

## Награды и номинации
- 2006 — лауреат премии газеты «Московский комсомолец» в номинации «Лучший дебют» — за роль Ипполита в спектакле «Федра. Золотой колос» режиссёра Андрея Жолдака на сцене Государственного театра наций.
- 2007 — лауреат премии имени Народного артиста СССР М. И. Царёва Союза театральных деятелей Российской Федерации «За успешное постижение профессии „актёр“».
- 2013 — специальный приз жюри «За лучшую актёрскую работу» на XXI фестивале российского кино «Окно в Европу» в Выборге — за роль Лёхи в фильме «Зимний путь»[23][24][25].
- 2014 — лауреат кинопремии «Белый слон» Гильдии киноведов и кинокритиков России в Москве в номинации «Лучшая мужская роль второго плана» за 2013 год — за роль Лёхи в фильме «Зимний путь»[26][27].
- 2014 — номинация на национальную кинематографическую премию «Ника» в категории «Лучшая мужская роль» за 2013 год — за роль Лёхи в фильме «Зимний путь».
- 2014 — приз имени Леонида Оболенского «За преодоление экранных границ реального и ирреального, за дерзость творческого высказывания» Кинообразовательного центра имени Леонида Оболенского на II Всероссийском фестивале авторского кино «Полный артхаус» в Челябинске — за роль Лёхи в фильме «Зимний путь».
- 2017 — номинация на премию «Золотой орёл» в категории «Лучшая мужская роль на телевидении» за 2016 год — за роль Григория Мелехова в телесериале режиссёра Сергея Урсуляка «Тихий Дон» (2015).
- 2017 — специальный приз жюри «За лучшую мужскую роль» на XXV фестивале российского кино «Окно в Европу» в Выборге — за исполнение главной роли Витьки Чеснокова по прозвищу «Чеснок» в художественном фильме режиссёра Александра Ханта «Как Витька Чеснок вёз Лёху Штыря в дом инвалидов» (2017)[28].
- 2017 — специальный приз жюри «За актёрский ансамбль фильма» (вместе с Алексеем Серебряковым) на VI Московском кинофестивале «Будем жить» — за исполнение главной роли Витьки Чеснокова по прозвищу «Чеснок» в художественном фильме режиссёра Александра Ханта «Как Витька Чеснок вёз Лёху Штыря в дом инвалидов» (2017)[29].
- 2017 — приз «За лучшую мужскую роль» на XXV фестивале российского кино в Онфлёре (Франция) — за исполнение главной роли Витьки Чеснокова по прозвищу «Чеснок» в художественном фильме режиссёра Александра Ханта «Как Витька Чеснок вёз Лёху Штыря в дом инвалидов» (2017)[30][31].
- 2018 — номинация на национальную кинематографическую премию «Ника» в категории «Лучшая мужская роль» за 2017 год — за исполнение главной роли Витьки Чеснокова по прозвищу «Чеснок» в художественном фильме режиссёра Александра Ханта «Как Витька Чеснок вёз Лёху Штыря в дом инвалидов» (2017).
- 2018 — лауреат международной кинопремии «Золотой единорог» (англ. «The Golden Unicorn Awards») на «Неделе российского кино» в Лондоне (Великобритания) в номинации «Лучший актёр» — за исполнение главной роли Витьки Чеснокова по прозвищу «Чеснок» в художественном фильме режиссёра Александра Ханта «Как Витька Чеснок вёз Лёху Штыря в дом инвалидов» (2017)[32][33].
- 2020 — специальный приз жюри Санкт-Петербургской театральной премии для молодых «Прорыв» «За поиски в области синтетического театра» за постановку спектакля «Священный полёт цветов» в Конно-драматическом театре «ВелесО».[34]
- 2020 — приз «За лучшую мужскую роль» за роль Константина Чагина в фильме «Черновик» Сергея Мокрицкого на Фестивале российского кино и культуры «SOL Russian Film Festival» (Торревьеха, Испания)
- 2021 — приз «За лучшую мужскую роль второго плана» за роль Мити в фильме «Кроличья лапа»[35] режиссёра Наны Джорджадзе на Фестивале российского кино и культуры «SOL Russian Film Festival» (Торревьеха, Испания)
- 2024 — премия «Золотой орёл» в категории «Лучшая мужская роль второго плана» (фильм «Праведник»)[36]
- 2024 — Премия «Фигаро»[37]